# François de Créquy
François, chevalier de Créquy, markiz de Marines (ur. w 1624, zm. 4 lutego 1687 w Paryżu) – marszałek Francji.
Urodził się w rodzinie Créquy, od X wieku słynącej z we Francji tradycji wojennych. Już jako chłopiec brał udział w wojnie trzydziestoletniej, wyróżniając się do tego stopnia, że już wieku 26 lat został marszałkiem polnym (maréchal de camp), a jeszcze przed trzydziestką został generałem lejtnantem, co w armii francuskiej przed epoką wojen rewolucyjnych było niespotykanym wyczynem. Od 1640 walczył we Flandrii i nad górnym Renem.
Uważany był za błyskotliwego, młodego oficera, który zdobył łaski Ludwika XIV za wierność dworowi, jaką okazał w czasach Frondy.
W 1667 służył nad Renem, a w 1668 dowodził armią ochraniającą oblężenie Lille, którym osobiście dowodził Ludwik XIV. Po kapitulacji twierdzy Lille król nagrodził go w 1668 marszałkostwem. W 1670 najechał Lotaryngię.
Wkrótce po śmierci swego dawnego wodza Turenne'a w 1675 został generalnym marszałkiem, czyli szefem wszystkich marszałków.
Niebywale szybka kariera uczyniła go niezwykle pewnym siebie, co wywoływało u niego butne zachowanie, wzbudzające powszechne oburzenie. W istocie, po śmierci Turenne'a i przejściu w stan spoczynku Wielkiego Kondeusza stał się automatycznie najważniejszym z wysokich oficerów francuskich. Jednak takiego nadmiaru sukcesów nie wytrzymała jego psychika. Buta jego wkrótce została dotkliwie ukarana – najpierw dotkliwą porażką w bitwie pod Konzer Brücke w 1675, a następnie kapitulacją Trewiru, po której nastąpiła jego niewola, trwająca do 1676.
Klęski podziałały jak zimny prysznic i w dalszych kampaniach wojny Francji z koalicją był znów tym samym opanowanym i przewidującym wodzem. W 1676 ponownie objął dowództwo nad armia francuską broniącą Lotaryngię.
W 1677 zrewanżował się za doznaną w 1675 klęskę księciu lotaryńskiemu, którego wyparł z Lotaryngii i uniemożliwił mu odzyskanie dziedzicznego księstwa. Gdy przybyła kolejna armia cesarska dowodzona przez księcia Sachsen-Eisenach, wyparł ją za Ren. Gdy wzmocnił ją swymi wojskami Książę Lotaryński, tę połączoną armię cesarską pobił pod Kochersberg (7 października 1677), a następnie zdobył Fryburg Bryzgowijski (14 listopada 1677). W 1678, w trakcie swych dalszych operacji nad Renem, odniósł świetne zwycięstwa nad armiami cesarskimi pod Rheinfelden (6 lipca 1678) i Gengenbach (23 lipca 1678), uwieńczone wzięciem twierdzy Kehl. W 1679 dotarł do Wezery, w 1684 zdobył Luksemburg i Trewir.
Śmiałe posunięcia i osiągane sukcesy były kontynuacją tradycji słynnego Turenne'a i jednocześnie szkołą dla młodszych wodzów takich jak Luxembourg czy Villars.
Francois de Créquy miał dwóch synów, którzy jednak nie zdążyli w pełni zademonstrować odziedziczonych zdolności militarnych. Starszy z nich, François Joseph, markiz de Créquy (1662–1702), będąc w stopniu generała lejtnanta poległ 13 sierpnia 1702 w bitwie pod Luzzarą. Młodszy Nicolas Charles, pan de Créquy, zginął koło Tournai w 1696, mając zaledwie 27 lat.